# Pascual Liberona
Pascual Liberona, "El Brujo", fue un bandolero chileno que actuó entre 1780 y 1796, cuando muere ahorcado en la Plaza de Armas de Santiago. 

## La leyenda
Se hace pasar por caballeros en el pueblo, dicen que tenía tierras y sirvientes. De vez en cuando salía al campo a comprar animales, cuando en verdad se convertía en bandolero. Le llamaban el Brujo, por la facilidad con que se esconde y se hace invisible. Astuto, emplea cuadrillas de encubridores y trabaja por las gargantas de la cordillera, por el cajón del río Aconcagua hasta Mendoza. 
En 1793 comienza a asaltar a grandes comerciantes santiaguinos, y de ahí comienza su leyenda. En una ocasión sorprende una carga de doblones que comerciantes mandan en pagos de mercaderías a Mendoza. Otra vez se viste de fraile, y visita a un preso en la cárcel, con el cual concierta la evasión: Llega a caballo y vestido de mujer a la cancha del río, donde han salido los presos a trabajar, el reo monta y escapan juntos. Las leyendas dicen que incluso en una ocasión sirve en la escolta del presidente como se desempeña de agente especial.
Incluso en una ocasión llegó a desafiar al oidor de la Real Audiencia, Juan Rodríguez Ballesteros, colocando un cartel en la cárcel con estas palabras: "Ballesteros a ahorcar / y nosotros a saltear".

## Muerte
Fiel al designio encerrado en estas palabras, el Brujo Liberona terminó sus días en un ahorcamiento público en la Plaza de Armas de Santiago el año 1796, asumiendo hasta el final su destino de ilegalidad.

## Relevancia histórica
Fue el gran modelo a seguir por el bandolero y figura histórica de la independencia Chilena Jose Miguel Neira, en sus días de juventud, cuando la leyenda de "El Brujo" se ramificaba por todo el territorio de Chile.